# 질서행정
질서행정(行政秩序)은 사회공공의 안녕과 질서를 유지함을 목적으로 하는 행정을 질서행정 또는 경찰행정이라고 한다.